# Leucania saturatior
Leucania saturatior är en fjärilsart som beskrevs av Franz Dannehl 1929. Leucania saturatior ingår i släktet Leucania och familjen nattflyn. Inga underarter finns listade i Catalogue of Life.